# 미드호
미드 호(Lake Mead)는 미국 콜로라도강에 있는 길이 185km의 호수로, 네바다주와 애리조나주 경계에 있으며 1937년 후버 댐이 완공되면서 인공으로 만들어졌다. 최근 가뭄으로 인해 미드 호의 수위가 30m이상 낮아졌으며 2012년에는 후버 댐의 발전량이 23%나 감소하였다.

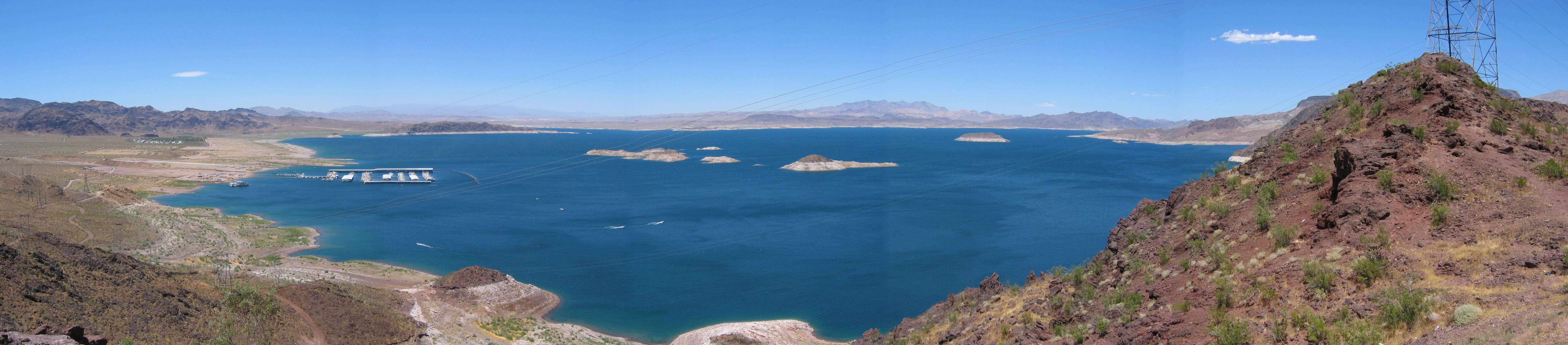
미드 호